# ماهر حمود
ماهر حمود عالم دين سني لبناني وامام مسجد القدس في صيدا وهو الأمين العام لاتحاد علماء المقاومة الموالي لحزب الله وإيران والمعارض لتيار المستقبل و سعد الحريري والسعودية.

## حياته الخاصة
هو من مواليد صيدا في تشرين أول 1953 وبدأ الدراسة الإسلامية عام (1964 – 1965) – حلقات مسجدية على يد عدد من المشايخ في مساجد صيدا وأصبح من مؤسسي قسم الجماعة الإسلامية في صيدا عام 1971 ومسؤولاً فيها من ذلك التاريخ حتى عام 1979 مؤسس قسم رابطة طلاب المسلمين في صيدا ونشاطات متعددة في العمل الطلابي والسياسي دراسة في كلية الشريعة في جامعة دمشق من عام 1972 حتى عام 1977، خلال ذلك متابعات غير مكتملة في كلية الحقوق والآداب؛ ودراسات مسجدية في مساجد دمشق كذلك خطيب رسمي وإمام مسجد منذ العام 1979.

## نشاطه الدعوي والسياسي
مؤسسي تجمع العلماء والمسلمين العام 1982 ومسؤول رئيسي فيه حتى العام 1994 لعب دوراً بارزاً في مواجهة اتفاق 17 أيار، ودوراً بارزاً في انتفاضة 6 شباط وغيرهما يعتبر من مؤسسي الجبهة الإسلامية في صيدا وناطقاً باسمها من العام 1985 حتى حوالي العام 1990؛ والجبهة كانت مشرفة على الوضع الإسلامي في صيدا تضم كافة القوى الإسلامية إثر الانسحاب الإسرائيلي من صيدا في شباط 1985 لعب دوراً بارزاً في كثير من الحوادث والملمات، محاولات لإطفاء نار الفتن المتعددة في بيروت، وفتنة المخيمات وحرب إقليم التفاح ومغدوشة وغيرها نشاط إسلامي بارز في بيروت بين العامين 1983 و 1985 خلال الاجتياح الإسرائيلي من خلال منبر جامعة بيروت العربية داعم للمقاومة ضد العدو الصهيوني ومساهم في كافة فصائلها وخاصة قوات الفجر في صيدا وغيرها وعلاقات مميزة مع الحركات المقاومة، حماس والجهاد ثم كافة فصائل المقاومة الفلسطينية العاملة على الساحة في الداخل والخارج مجيد للغة الفرنسية وملم بالإنكليزية
حضر مؤتمرات عالمية متعددة في الدعوة الإسلامية والعمل الإسلامي السياسي و له مقالات متعددة في مجالات محلية وعالمية؛ وليس له كتب مطبوعة حتى الآن وإمام مسجد القدس حاليا.

## روابط خارجية
- الموقع الإلكتروني
- حساب تويتر الرسمي